# Jim Reardon
Jim Reardon (* 9. června 1965 Phoenix) je americký animátor, tvůrce storyboardu, televizní scenárista a režisér. Nejvíce se proslavil prací na animovaném seriálu Simpsonovi. Režíroval více než 30 epizod tohoto seriálu. Reardon v roce 1982 navštěvoval program Character Animation na Kalifornském institutu umění, kde se jeden z jeho studentských projektů, satirický kreslený film Bring Me the Head of Charlie Brown (1986), stal díky serveru YouTube kultovní klasikou. John Kricfalusi ho najal jako scenáristu pro film Mighty Mouse: The New Adventures a později pracoval na Tiny Toon Adventures. Ralph Bakshi ho označil za „jednoho z nejlepších kreslených scenáristů v oboru“.
Reardon dohlížel na oddělení storyboardů a společně s Andrewem Stantonem napsal scénář k filmu VALL-I společnosti Pixar, který byl uveden do kin 27. června 2008. 81. ročník udílení Oscarů mu přinesl nominaci na Oscara za nejlepší původní scénář k filmu VALL-I.

## Filmografie
- Bring Me the Head of Charlie Brown (1986) – režisér
- Mighty Mouse: The New Adventures (1987–1988) – scenárista, tvůrce storyboard, režisér
- Christmas in Tattertown (1988) – scenárista, tvůrce layoutu
- Tiny Toon Adventures (1990) – scenárista
- Simpsonovi (1990–2004) – režisér, supervizor režiséra, konzultant storyboardu
- VALL-I (2008) – scenárista, supervizor příběhu
- Raubíř Ralf (2012) – scenárista[4]
- Zootropolis: Město zvířat (2016) – scenárista
- Raubíř Ralf a internet (2018) – postavy, režisér příběhu

### Režijní filmografieSimpsonových
2. řada
- Za všechno může televize
- Spasitel trapitel
- Síla talentu

3. řada
- Zkáza domu Flandersů
- Zvláštní čarodějnický díl
- Hromská sobota
- Homer na pálce
- Spasitel zabijákem
- Milhouseův románek

4. řada
- Homer kacířem
- Pan Pluhař
- Homer na suchu
- Marge za mřížemi

5. řada
- Homer jde studovat
- Homer strážcem zákona
- Bart dostane slona

6. řada
- Bart temnoty
- Pátý speciální čarodějnický díl
- Homer Veliký
- Lízina svatba
- Trojský citron

7. řada
- Tlouštík Homer
- Udavač Bart
- Dvaadvacet krátkých filmů o Springfieldu

8. řada
- Burnsovy otcovské lapálie
- Homerova mystická cesta
- Má sestra, má chůva
- Homerův nepřítel

9. řada
- Město New York versus Homer Simpson
- Kam s odpadem?

10. řada
- Třicet minut v Tokiu

11. řada
- Kdo ví, kdo ovdoví?

13. řada
- Speciální čarodějnický díl

14. řada
- Veliká Marge

15. řada
- Super Simpson